# Eördögh Dániel
Lászlófalvi Eördögh Dániel (ismert írásmód még: Ördög Dániel; Nyáregyháza, 1815. – Sátoraljaújhely, 1903. november 25.) nevelő, újságíró, író, nemzetőr kapitány.

## Élete
1834-ben Mezőberényben gimnáziumi tanuló volt. Az 1848–49-es forradalom és szabadságharcban nemzetőrkapitányként vett részt. 
Verseket írt az Athenaeumba (1837–38), a Koszorúba (1840.) és az Életképekbe (1844). Költeményeire Őszi virágok címmel 1857-ben hirdetett előfizetést, hogy a kötet végül megjelent-e, nem tudni. Cikket írt az Állatvilágról az Ország-Világba (1883) és Heilprin Mihály életrajzát a Borsod-Miskolczi Közlönybe (1888. 52. sz.) 

## Művei
- Népiskolai reform. Sárospatak, 1869
- Filloxera achillesi sarka. Uj nézetek a filloxeráról s kipusztítása módjairól, úgyszintén a szőlők czélszerű kezeléséről. Miskolc, 1885
- Korunk bűnei és az Istentagadás. Tanköltemény. Miskolc, 1889
- Tündérsíp. Költemények és erkölcsi versek gyermekek és serdültebb ifjúság számára. Sátoraljaújhely, 1890. 2. bőv. és átd. kiad. Sátoraljaújhely, 1895